# 石川県道299号近岡諸江線
石川県道299号近岡諸江線（いしかわけんどう299ごう ちかおかもろえせん）は、石川県金沢市内を通る一般県道（石川県道）である。

## 概要
- 起点：石川県金沢市近岡町949番1地先（＝近岡交差点・石川県道8号松任宇ノ気線、石川県道60号金沢田鶴浜線交点）
- 終点：石川県金沢市諸江町上丁645番1地先（＝上諸江駅前交差点）

起点から両側4車線（片側2車線）の道路で南に進む。問屋団地の西側を経て、南新保交差点で国道8号と交わる。さらに、片側1.5車線程度の幅員で南東方向へ進み、諸江上丁交差点に至る。諸江上丁交差点から30m進んだ地点で、片側2車線の通り（通称「諸江通り」）は市道として右に、当県道は幅員が両側1車線程度の生活道路のような道で左に分岐し、住宅街に入る。その後、北陸鉄道浅野川線を上諸江駅南端の踏切で渡り、終点の上諸江駅前交差点に至る。

## 歴史
- 1960年（昭和35年）10月15日：当時まだ整備計画中であった国道8号金沢バイパスの南新保交差点（金沢市南新保町）から同市諸江町の上諸江駅前交差点（現在の終点と同じ）を「南新保上諸江線」として路線認定。
- 1995年（平成7年）4月1日：起点を金沢市近岡町（現在の起点）に変更し、同時に「近岡諸江線」として新たに路線認定。同日「南新保上諸江線」は廃止。

## 通過する自治体
- 石川県
  - 金沢市

## 接続道路
- 石川県道8号松任宇ノ気線、石川県道60号金沢田鶴浜線（金沢市近岡町・近岡交差点：起点）
- 金沢外環状道路海側幹線（金沢市直江町）　※工事中
- 国道8号（金沢市南新保町・南新保交差点）

## 別名
- 諸江通り（金沢市）